# August Jäger
Pour les articles homonymes, voir Jäger.
August Jäger, né le 25 mars 1876 et mort le 30 juillet 1967, est un rhodologue allemand, auteur du Rosenlexikon.

## Biographie
Après avoir effectué une carrière de fonctionnaire au ministère des finances, Jäger prend sa retraite et s'adonne pleinement à sa passion : les roses. Il demeure à Uftrungen, village dépendant aujourd'hui de Südharz dans le Saxe-Anhalt. C'est sur le conseil d'Ewald Gnau (1853-1943), qui est à la tête de l'Union des amis des roses allemands et de la Rosen-Zeitung de 1923 à 1933, qu'il va entreprendre entre 1920 et 1936 un immense travail de recension de variétés de roses. Il fréquente d'abord l'Europa-Rosarium de Sangerhausen (la roseraie la plus importante du monde) où il répertorie les cultivars et les rosiers botaniques, puis il visite d'autres roseraies et parcs, ainsi que des bibliothèques (dont la plus importante en la matière est alors celle de Sangerhausen), se met en rapport avec de nombreux rosiéristes et se fait envoyer des catalogues du monde entier. Cela aboutit en 1936 à son Rosenlexikon qui est publié artisanalement sous forme de simple brochure pour un public confidentiel. Ce Rosenlexikon ne recense pas moins de dix-huit mille variétés dont à chacune est associée une courte description. Cependant la guerre interrompt son travail et ce n'est qu'en 1960 que son ouvrage est publié en livre.
Ce travail titanesque est toujours une source pour les chercheurs d'aujourd'hui. Il a été réédité en 1983.

## Hommages
- Une rue d'Uftrungen a été baptisée de son nom.
- Une rose lui a été dédiée en 1998 sous le nom d' 'August Jäger'[4].